# Poljana Lekenička
Poljana Lekenička – wieś w Chorwacji, w żupanii sisacko-moslawińskiej, w gminie Lekenik. W 2011 roku liczyła 283 mieszkańców.